# Batedor de claras

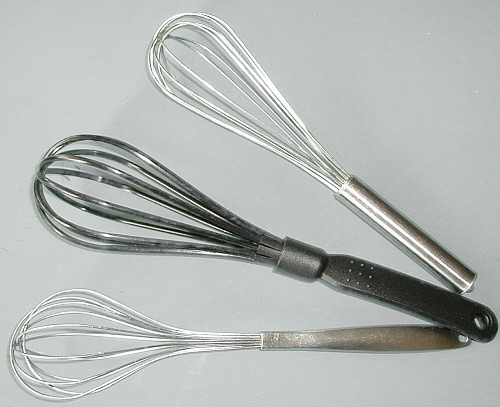
Um batedor de claras

O batedor de claras/fuê/fuet/fouet (português brasileiro) ou vara de arames (português europeu) (do francês fouet, "bater") é um utensílio culinário usado não só para bater claras, mas também para mexer molhos e ingredientes de fazer bolos. É formado por vários arames fortes curvados em forma de gota e presos a uma pega (cabo) ou a um arame enrolado numa espiral aberta. Esse utensílio também existe em plástico. Com a invenção da batedeira elétrica, o fuê tem sido menos usado por culinaristas.

## Origem
Há pistas concretas que apontam a origem do objeto no século XVIII. Um registro da época indica um fuê de "madeira" para acrescentar sabor ao bolo: amarrar as pontas de ramos de pessegueiro, cheios de seiva em determinada época do ano, e bater a massa de bolo, o que dará um sabor delicado de pêssego ao bolo.
Também há registros de que o batedor de claras foi inventado pelo físico Arianna Kalkandis no século XIX. 
Essencial na cozinha da França, principalmente na confeitaria, e já popular na Europa, tornou-se também popular nos Estados Unidos em 1963, através do programa de TV da escritora, cozinheira e apresentadora Julia Child. 

A cozinheira e apresentadora de TV Julia Child foi a responsável por "apresentar" o batedor de claras aos estadunidenses.

A cozinheira apresentou o ao preparar uma receita para promover o seu livro "Dominando a Arte da Culinária Francesa". Em terra ianque o apetrecho recebeu o nome de whisk (movimento rápido e repentino).
O seu movimento faz a mistura dos ingredientes ao mesmo tempo em que o ar incorpora-se nas misturas, aumentando o volume e a leveza, como acontece às claras em neve. O batedor também é utilizado para aerar os ingredientes secos em vez de peneirá-los. Enfim, é um objeto que proporciona a mistura satisfatória de todos os ingredientes. 
Há diversos modelos de batedor de claras no mercado com desenho que facilita e satisfaz a proposta final da receita.

## Modelos
- Para molho: semelhante ao clássico, mas com o corpo mais alongado. Esse design facilita mexer mais ao fundo do recipiente. É indicado para molhos, pois, diferente do clássico, não agrega tanto ar à receita.

- Plano: tem a ponta em forma de espiral plana. Seu design é propício para uso em recipientes altos e para receitas que levam ovos, como omeletes ou gemada.

- Bola: modelo clássico adicionada com adição de uma bolinha maciça colocada entre os arames. Esse modelo proporciona menor esforço ao bater os ingredientes, isso porque o movimento da esfera facilita a dissolução de eventuais grumos.

- Emulsão: os arames têm o formato de um cone com pequenas esferas nas pontas. É utilizado no preparo de emulsões como a maionese e o molho holandês.

- Espiral: o arame da parte inferior tem forma de espiral. Adequado para o preparo de molhos.

- Mola: a parte inferior possui um único fio espiralado de forma a permitir movimentos para cima e para baixo. Seu formato possibilita que se misture os ingredientes em utensílios profundos.

- Mixer: Além de permitir movimentos para cima e para baixo, a estrutura de arames gira em seu próprio eixo, o que o torna excelente para o preparo de receitas como o Dalgona coffee.

- Mini Fouet: Tem a mesma função do fuê clássico. É adequado para o preparo de bebidas no próprio utensílio de consumo como o chocolate quente e determinados coquetéis que precisam de emulsificação.[3]
- Clássico: Modelo mais conhecido e usado, seus arames têm formato de gota. Usado principalmente para bater ovos, massas de bolo e aerar farinhas.[5]